# Villa San Michele

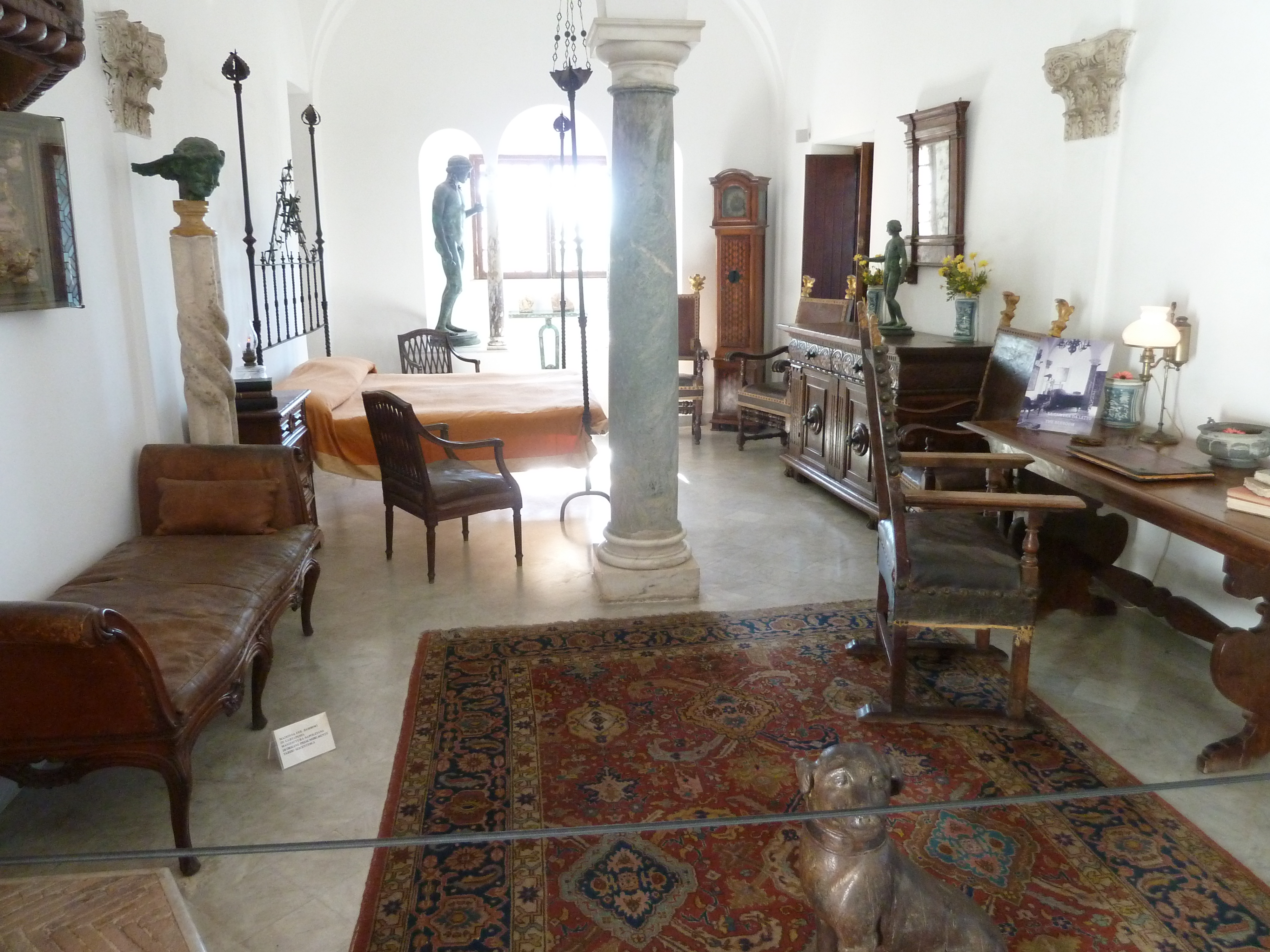
Munthes Schlaf- und Arbeitszimmer

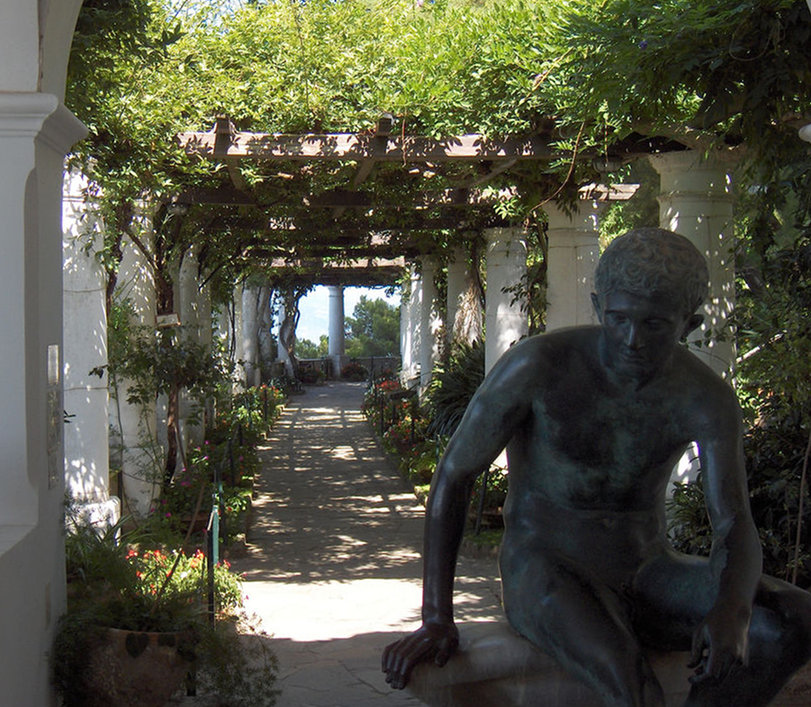
Kolonnade zwischen Haus und Garten

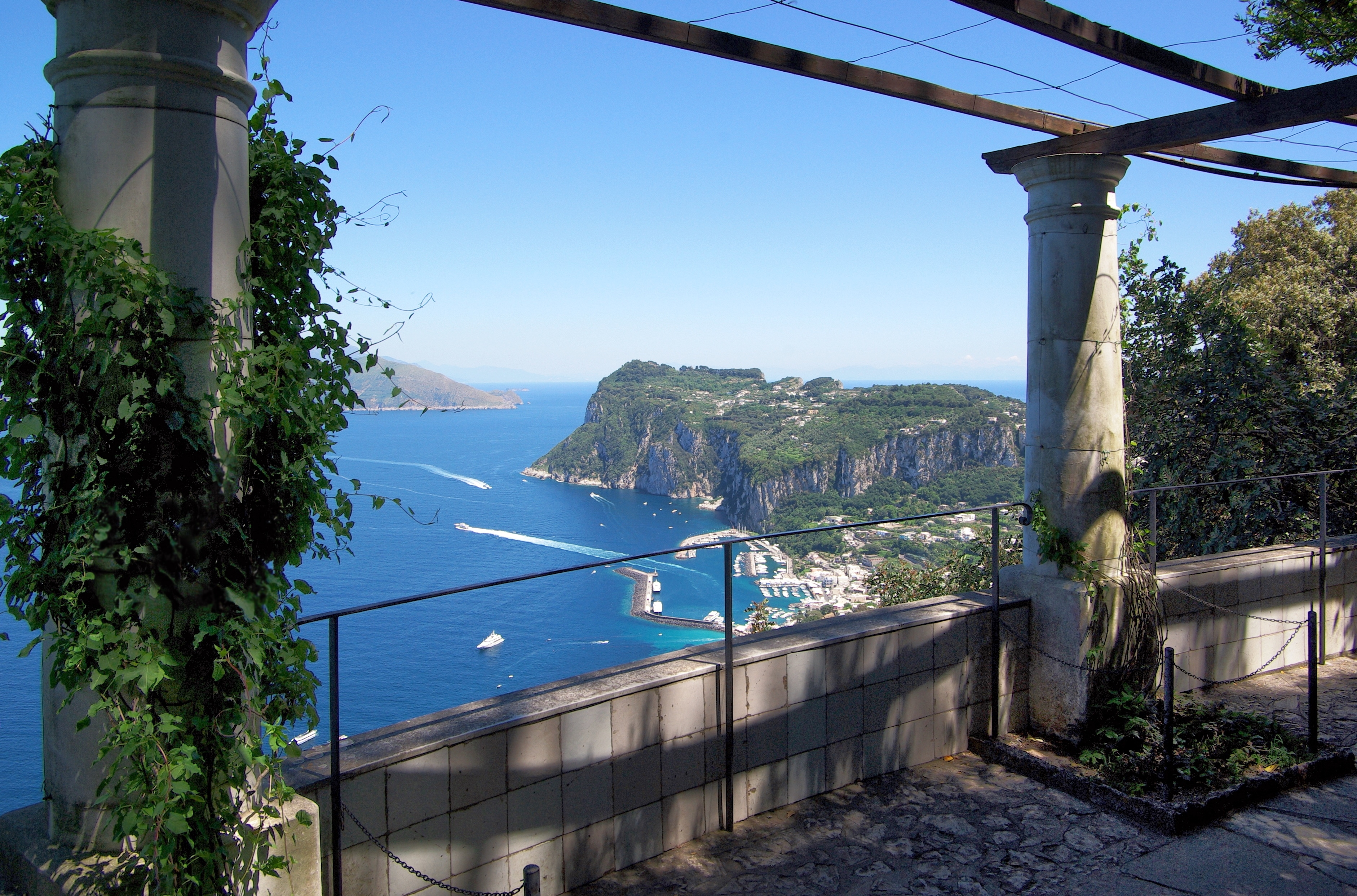
Blick von der Kolonnade auf den Hafen von Capri

Die Villa San Michele ist eine Villa, die der schwedische Armen- und Modearzt und Schriftsteller Axel Munthe in den neunziger Jahren des 19. Jahrhunderts in Anacapri auf der Insel Capri errichten ließ. Die Villa und ihr Bau sind ein zentrales Thema des Bestsellers Das Buch von San Michele von 1929.
Munthe erfüllte sich damit einen Traum, den er jahrelang gehegt hatte, seitdem er die Ruine einer kleinen Kapelle auf seinem späteren Grundstück gesehen hatte. Die Villa San Michele baute er laut seiner Autobiographie ohne Mithilfe professioneller Architekten; in Tat und Wahrheit hatte er den Architekten nur verschwiegen. Sie liegt in einer Gegend, wo die römischen Kaiser, insbesondere Tiberius, einst ihre Villen besaßen, wie auch Munthe in seinem Buch erwähnt.
Der Bau mit seinen offenen Übergängen zwischen Haus und Garten (in Munthes Worten: „Mein Haus muss offen sein für Wind und Sonne und die Stimme des Meeres […] – und Licht, Licht, Licht überall!“) ist typisch für die Epoche um 1900, die sich auch in der Lebensreform sowie den Künstlerkolonien des Monte Verità und der Skagen-Maler ausdrückt. Laut Munthes Biograph Thomas Steinfeld ist „dieses weiße Haus […] bis in das architektonische Detail hinein […] ein Bau, der ganz dem Wahrheitspathos der vorvergangenen Jahrhundertwende verpflichtet ist: eine gewaltige Geste vor einer gewaltigen Kulisse“. Munthe sammelte dort antike Kunstschätze und richtete in der Umgebung ein Vogelschutzgebiet ein, nachdem er gesehen hatte, welche Ausmaße die Jagd auf Singvögel auf der Insel hatte. Auch andere Tiere, unter anderem einen Affen, hielt der exzentrische Tierschützer auf seinem Grundstück.
Aufgrund von Munthes Testament gehört die Villa San Michele heutzutage dem schwedischen Staat. Sie ist eine berühmte Touristenattraktion und steht kulturellen Veranstaltungen offen.